# Sankt Egidi (Raitenbuch)

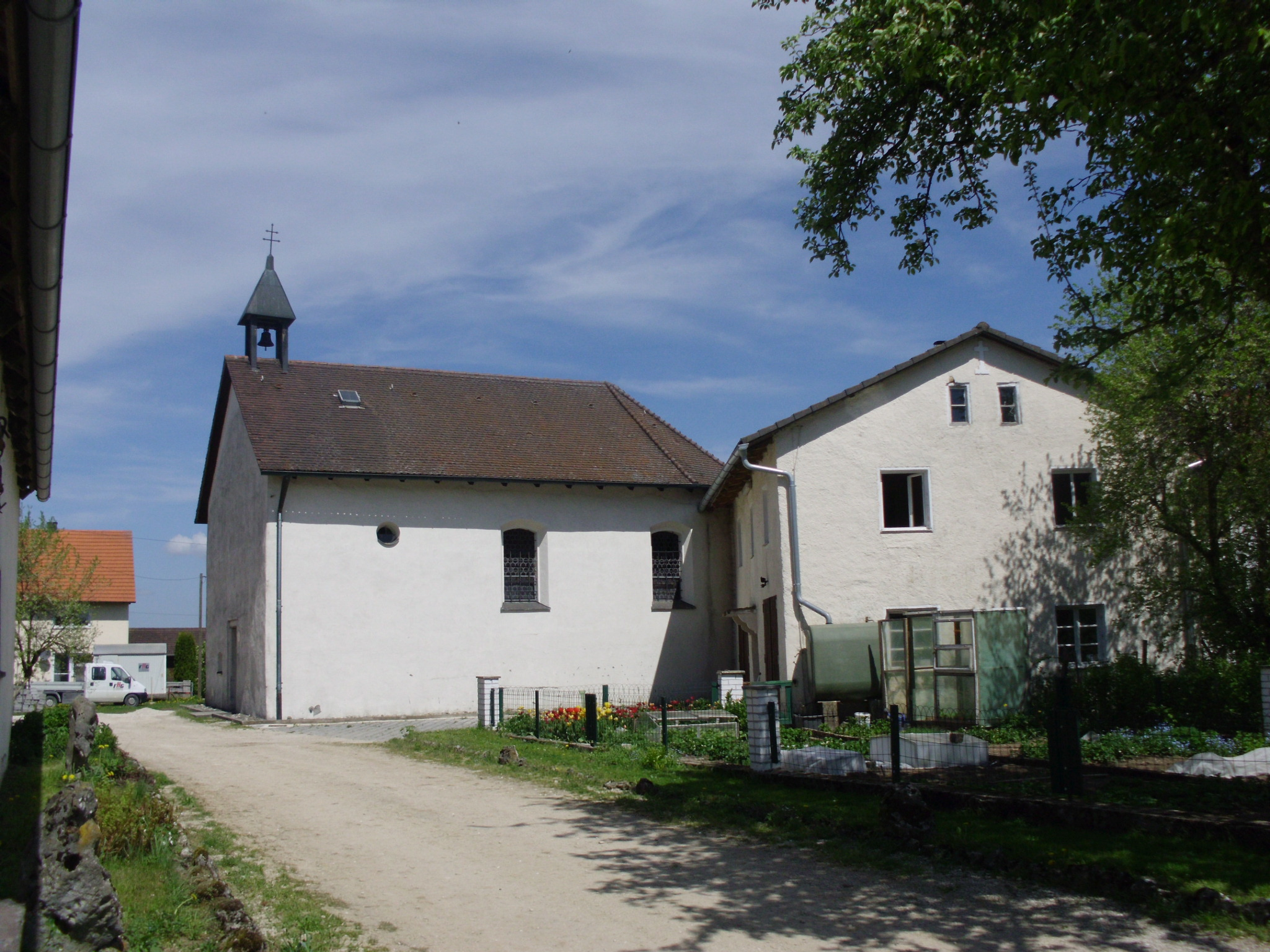
Sankt Egidi

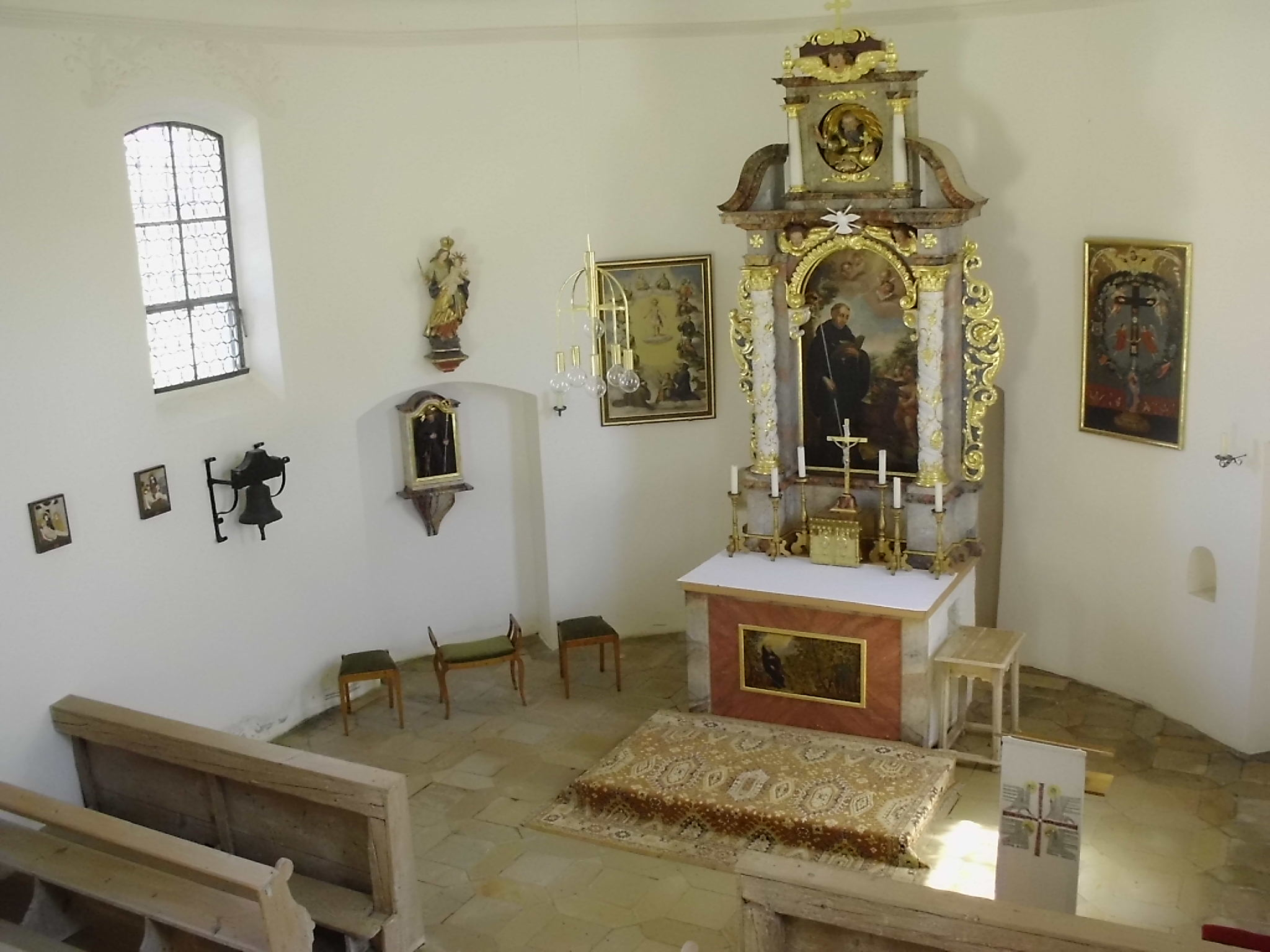
Sankt Egidi, Inneres der Ortskapelle

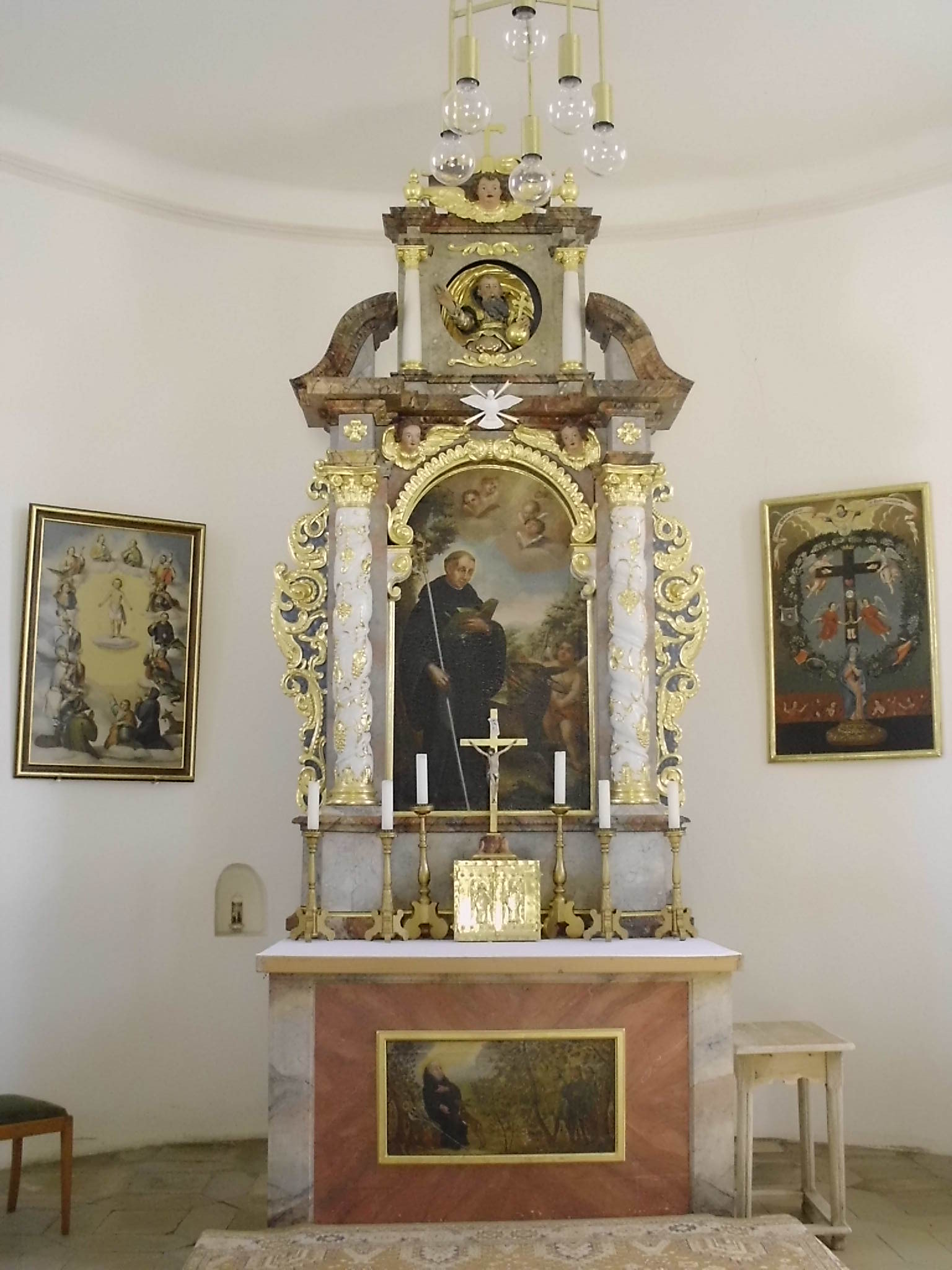
Sankt Egidi, Altar der Ortskapelle

Sankt Egidi ist ein Gemeindeteil der Gemeinde Raitenbuch im Landkreis Weißenburg-Gunzenhausen (Mittelfranken, Bayern). Sankt Egidi liegt in der Gemarkung Reuth am Wald.

## Geografie
Der Weiler liegt an der Ostseite des Weißenburger Waldes südlich von Raitenbuch und südwestlich von Reuth am Wald auf einem zum Forst hin ansteigenden Gelände auf dem „Gilgenbühl“. Von Reuth am Wald und von Raitenbuch führt je eine Gemeindeverbindungsstraße nach Sankt Egidi. Von der Bundesstraße 13 ist der Ort in östlicher Richtung über die Abzweigung in Richtung Raitenbuch zu erreichen.

## Geschichte
Der Ort geht wahrscheinlich auf ein königliches Jagdhaus mit einer dem hl. Ägidius geweihten Kapelle zurück. „Sankt Egidi“ bedeutet „Siedlung bei der Kapelle des hl. Ägidius“, dessen bayerische Namensform meist Ilg oder Gilg lautet. 1452 ist der Ort unter dem Namen „St. Gilgen“ erwähnt. In einem Beleg von 1483 ist von einem Bruder (Einsiedler) bei der „St. Gilgen-Kap bei Bechtal“ die Rede; die Untertanen des Weilers gehörten dem Bischof von Eichstätt. Die Eremitenklause wurde im Dreißigjährigen Krieg zerstört. 1726 gab der Generalvikar von Eichstätt Jakob Gassner und dem Eichstätter Bürgersohn Blettner die Erlaubnis zum Wiederaufbau. Die Klause befand sich bis zur Säkularisation neben der Ortskapelle. Das Anwesen unterstand hochgerichtlich dem eichstättischen Pfleg- und Vogtamt Titting-Raitenbuch. Letzter Eremit war der in Gersdorf 1742 geborene Johann Michael Pappler, der 1807 starb.
Sankt Egidi gehörte zur Gemeinde Reuth am Wald (dieser Namenszusatz wird seit 1880 geführt), die mit dem Ende des Alten Reiches aus dem Hochstift Eichstätt 1802/03 in das Fürstentum Eichstätt des Erzherzogs Ferdinand von Toskana kam, das ab 1806 an das Königreich Bayern fiel. 1808 bildete Reuth am Wald mit Raitenbuch den Steuerdistrikt Raitenbuch im Landgericht Raitenbuch, ab 1812 im Landgericht Greding. Durch das Gemeindeedikt von 1818 wurde Reuth am Wald mit Sankt Egidi wieder eine eigenständige Ruralgemeinde. Diese gehörte ab 1. Oktober 1857 dem Landgericht Weißenburg an, aus dem sich 1972 der heutige Landkreis Weißenburg-Gunzenhausen entwickelte. Im Zuge der Gemeindegebietsreform wurde Reuth am Wald mit Sankt Egidi am 1. Juli 1972 nach Raitenbuch eingemeindet.

### Einwohnerentwicklung
- 1824: 12 Einwohner, 2 Anwesen[8]
- 1861: 24 Einwohner, 7 Gebäude[10]
- 1950: 27 Einwohner, 4 Anwesen[8]
- 1961: 19 Einwohner, 4 Wohngebäude[11]
- 1987: 25 Einwohner[12]

## Katholische Filialkirche St. Ägidius
Die dem heiligen Ägidius geweihte Kapelle ist eine Filialkirche der katholischen Pfarrei Raitenbuch. Der halbrund geschlossene, turmlose Saalbau mit einem Dachreiter im Westen wurde 1726 anstelle eines verfallenen Vorgängerbaus errichtet. Der zweisäulige Barockaltar (um 1630–1650) zeigt im Altarbild den Kirchenpatron, der auch im Antependium und als Figur in einem Schrein an der linken Kapellenwand zu sehen ist, und im Aufzug Gottvater mit der Weltenkugel. An der Emporenbrüstung und oberhalb der Fensterlaibungen sind Stuckornamente mit Bandwerkmotiven im Stil des frühen Rokoko angebracht. 1976 wurde das Legschieferdach durch ein Ziegeldach ersetzt.
In einer mit 1686 bezeichneten Wegkapelle in der Nähe der Ortskapelle ist eine gefasste Holzstatue einer Pietà aufgestellt.